# Thanas Jorgji

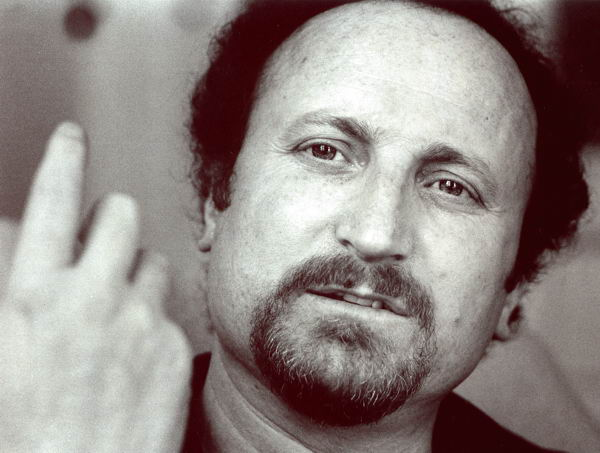
Porträt von Thanas Jorgji

Thanas Jorgji (eigentlich Thanas Pilafas) (* 31. Januar 1955 in Bilisht) ist ein albanischer Autor.

## Leben
Thanas Pilafas wurde als fünftes von sechs Kindern in Bilisht geboren, sein Vater ist Grieche aus Nordepirus, seine Mutter albanisch-mazedonischer Abstammung.
Seine Kindheit beschreibt er als hart und armselig, was jedoch durch die Liebe zur Großmutter Dede aufgewogen wurde. Er lebte einige Jahre alleine als Imker in den Bergen Albaniens. Da er eine Bewerbung für einen Studienplatz aufgrund seiner griechisch-mazedonischen Herkunft für aussichtslos hielt, ließ er dem Dichter Dritëro Agolli eines seiner Manuskripte zukommen, worauf dieser sich für einen Studienplatz für ihn einsetzte.
An der Universität Tirana absolvierte er das Studium für albanische Sprache und Literatur. Nach dem Diplom wurde er in die Redaktion der literarischen Zeitschrift „Nëntori“, dem Organ des Schriftsteller- und Künstlerverbands Albaniens, aufgenommen, wo er bis 1991 als Redakteur für Prosa arbeitete und zahlreiche Texte veröffentlichte, in denen er sich unter anderem für die Rechte von unterdrückten Minderheiten Albaniens einsetzte. Als die Zeitung 1991 aufgrund der politischen Instabilität Albaniens den Betrieb einstellte, nahm er an einer Massenflucht auf einem Frachter nach Bari teil, wo die Flüchtlinge in einem Stadion eingesperrt wurden, bevor sie nach vier Tagen zurück nach Albanien gebracht wurden.
Als Befürworter der Rechte der Albanischen Minderheiten brachte er Nationalisten gegen sich auf. Nachdem 1991 solche ihn mit Eisenstangen zusammengeschlagen hatten, ein Anschlag auf seine Wohnung begangen worden war, ein Anschlag auf das Haus seiner Schwester nur knapp verhindert werden konnte und er zahlreiche Drohanrufen erhalten hatte, flüchtete er nach Deutschland, wo er zunächst deswegen Asyl bekam. Später wurde diese Entscheidung jedoch aufgehoben, da sich die politische Lage in Albanien gebessert hatte. Im Februar 1997 wurde sein Asylantrag endgültig abgelehnt.
Am 22. Oktober wurde er in Abschiebehaft genommen und sollte am 23. Oktober abgeschoben werden, die Auslieferung wurde jedoch durch eine Dienstanweisung des Münchner Oberbürgermeisters Christian Ude verhindert. Auch der PEN-Club und das Komitee Writers in Prison hatten sich für Pilafas eingesetzt.
Die Dienstanweisung von Ude sah vor, Pilafas nicht auszuweisen, sondern ihm zu ermöglichen, mit einer „freiwilligen“ Ausreise einer Abschiebung zuvorzukommen um in Tirana umgehend ein Visum zur erneuten Einreise zu beantragen, ohne von der dreijährigen Einreisesperre nach einer Abschiebung betroffen zu sein. Kreisverwaltungsreferent Hans-Peter Uhl hielt sich jedoch nicht an die Anweisung Udes, sondern übergab die Entscheidung an die Regierung Oberbayerns, welche die freiwillige Ausreise genehmigte. Da er zum Zeitpunkt der geplanten Abschiebung bereits ein dreimonatiges Stipendium des Kulturreferats für die Villa Waldberta hatte, drängte Kulturreferent Siegfried Hummel das Auswärtige Amt dazu, Pilafas unmittelbar nach seiner Ankunft in Tirana ein Eilvisum auszustellen, damit er direkt zurückfliegen könnte. Dies verzögerte sich jedoch, da er in seinen Heimatort zurückfahren musste, um den Pass zu beantragen, was aufgrund von Stromausfällen etliche Tage dauerte, sodass er erst am 18. November zurückkehren konnte.
Seitdem lebt Pilafas in München. 2010 kandidierte er für den Ausländerbeirat München.

## Literarisches Schaffen
Thanas Jorgji schreibt in seiner Muttersprache, albanisch. Einige Novellen wurden auch ins Griechische, Italienische und ins Deutsche übersetzt.
Seine Werke haben oft autobiografische Züge. Ein weiterer Schwerpunkt vieler Werke ist sein Heimatland Albanien. Darüber hinaus schrieb er auch zahlreiche Jugendromane.
Die unerfüllte Sehnsucht der Dede
In dieser Novelle geht es um die Großmutter Dede, welche vor ihrem Tod noch einmal in ihr Geburtsdorf will. Dies ist jedoch nicht möglich, da dieses jenseits einer Grenze liegt, die nicht passiert werden kann. Der Wunsch ist so groß, dass sie nicht in Ruhe sterben kann, ehe sie glaubt, die Erlaubnis zum Grenzübertritt zu haben.
Honigduft
In dieser Novelle berichtet Jorgji von einem eigensinnigen älteren Imker, dem er als junger Gehilfe direkt nach seiner Ausbildung zugeteilt wurde. Die beiden unterschiedlichen Charaktere lernen sich langsam kennen und schätzen. Eine Novelle mit autobiographischem Hintergrund über das Leben mit Bienen und der Achtung im Umgang mit diesen interessanten Insekten.
Endrrat treten në mëngjes (dt. Die Träume verblassen morgens)
Im Roman „Die Träume verblassen morgens“ verarbeitet er die Erlebnisse bei der Massenflucht 1991 nach Bari und die anarchistischen Zustände im Stadium von Bari, in welchen die Flüchtlinge vier Tage eingesperrt waren und nur mit aus Hubschraubern über dem Stadion abgeworfenen Lebensmitteln und Decken versorgt wurden.
Thanas Jorgji wurde zwei Mal mit dem albanischen Literaturpreis „Penda e Argjendtë“ (dt. „Silberne Feder“) für Literatur ausgezeichnet:
- 2005 für den Roman „Peshkatarë si ne“ (dt. „Fisher wie wir!“)
- 2012 die Silberne Feder für Kinder- und Jugendliteratur für die zwölfteilige Romanserie „Unë jam Kronosi – mbreti i kohës“ (dt. „Ich bin Kronos, der König der Zeit“)[17]

## Werke (Auswahl)
- Endrrat treten në mëngjes. Botimet Dritëro, Tirana 1997, ISBN 9928-03-070-7.
- E përmalluara Dede. Botimet Dritëro, Tirana 2001, ISBN 99927-34-51-5.
- Durimi dhe zemërimi i një qytetari të urte. Botimet Dritëro, Tirana 2002.
- Dede oder der Brief: eine Novelle deutsch-griechisch-albanisch. Romiosini, Köln 2003, ISBN 3-929889-52-8; auf Italienisch: L’eco degli Abissi,  ISBN 978-88-6881-216-4
- Nëse jeta është kaq e shkurtër. ̈Botimet Toena, Tirana 2005, ISBN 99943-1-007-0.
- Wenn Das Leben So Kurz Ist. 2014. United p.c., ISBN 978-3-7103-2012-5.
- Ai që s'u ndreq kurrë: rekuiem për një vëlla të përçmuar. Uegen, 2015, ISBN 9789928032416